# Дуброво (Павловский район)
Дубро́во — деревня в Павловском районе Нижегородской области. Входит в состав Грудцинского сельсовета.

## География
Деревня расположена в лесной местности на северо-востоке Мещёрской низменности на первой надпойменной террасе реки Оки.

## История
На рубеже XX и XXI столетий деревня оказалась заброшенной. Но в 2010 году началось её восстановление нижегородскими семьями, пожелавшими поселиться в глубинке. Идёт строительство домов на улице Солнечной.

## Население
| 2002 | 2010 |
| ---- | ---- |
| 0    | →0   |

## Инфраструктура
Личное подсобное хозяйство с зоной сельскохозяйственного использования, индивидуальная застройка усадебного типа.
Конный клуб «Чудо природы».

## Транспорт
Просёлочные дороги.